# نادي مولودية العيون
نادي مولودية العيون هو نادٍ رياضي مغربي. يمارس في الدوري القسم الوطني الأول هواة، من مدينة العيون، تأسس سنة 1977. يرتدي اللونين الأصفر والأزرق، وهي ألوان رمال الصحراء ومياه المحيط الأطلسي التي تمتزج بمدينة العيون المغربية.